# Kwiat motylkowy

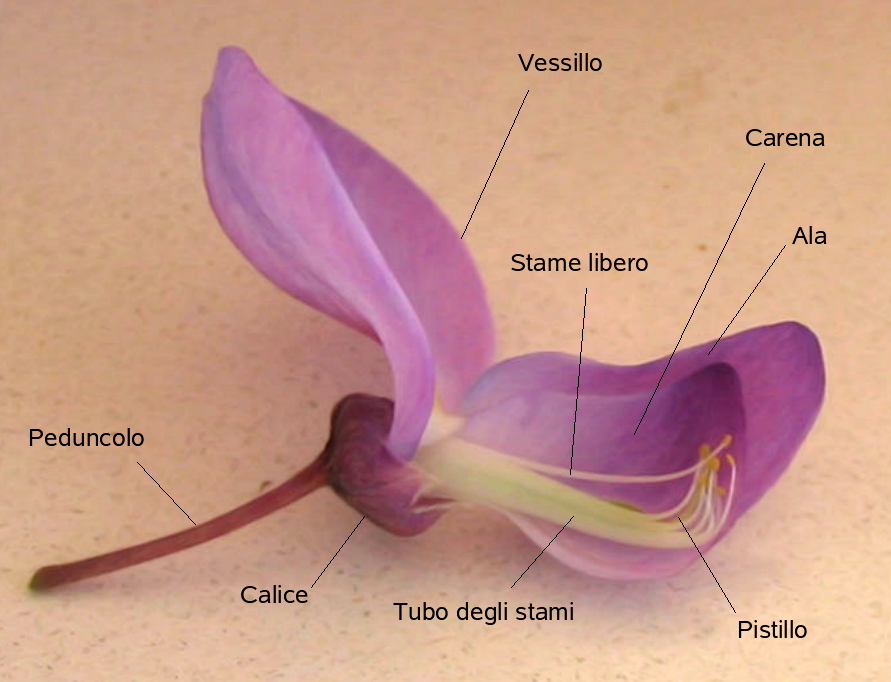
Budowa kwiatu motylkowego (wisterii): pedunculo – szypułka, vessillo – żagielek, calice – kielich, stame libero – słupek, pistillo-pręciki

Kwiat motylkowy, kwiat motylkowaty (ang. papilionaceous, łac. papilionaceua) – rodzaj kwiatu o specyficznej budowie występujący u roślin w rodzinie bobowatych (dawniej zwanych roślinami motylkowymi). Jest to kwiat grzbiecisty, którego kielich składa się z 5 zrośniętych działek, zaś korona z 5 zachodzących na siebie płatków o zróżnicowanej budowie. U większości gatunków są to płatki wolne (niezrośnięte), u nielicznych (np. u koniczyny) płatki są zrośnięte. 2 dolne płatki tworzą tzw. łódeczkę, 2 boczne skrzydełka, a piąty wzniesiony jest do góry, tworząc żagielek. Wewnątrz kwiatu jest jeden słupek i zwykle 10 pręcików, z których najczęściej dziewięć zrośniętych jest nitkami, tworząc rurkę lub rynienkę, jeden pręcik zaś jest wolny. Do rynienki utworzonej przez zrośnięte nitki pręcików ścieka nektar. Pojedynczy słupek wyrastający wewnątrz rurki lub rynienki utworzonej z nitek pręcików  ma przeważnie wydłużoną zalążnię i długą szyjkę.  Jest to zwykle słupek jednokrotny i jednokomorowy, często lekko zagięty. Powstaje z niego owoc zwany strąkiem.

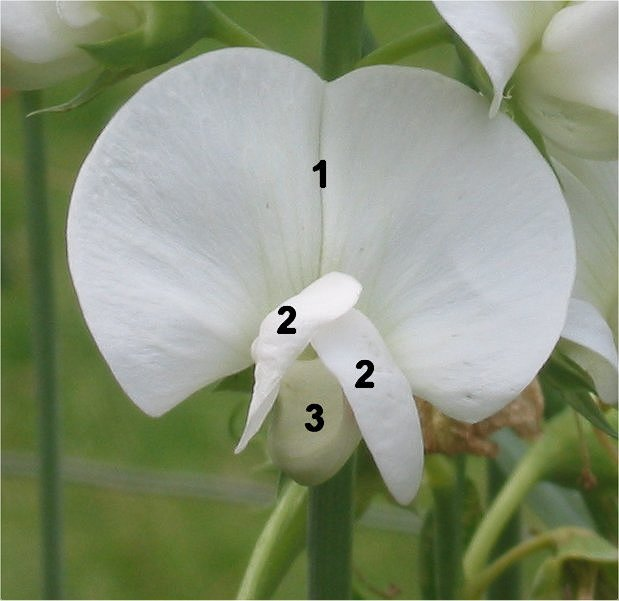
Płatki korony u groszku: 1 – żagielek, 2 – skrzydełka, 3 – łódeczka

Kwiaty motylkowe są przeważnie owadopylne, należą do zaawansowanych ewolucyjnie, a ich specyficzna budowa jest przystosowaniem do zapylenia krzyżowego. Tak np. u wyki płotowej pod ciężarem owada siadającego na łódeczce wysuwa się słupek, który pod znamieniem ma gęste włoski z przyklejonym pyłkiem z pręcików. Roślina jest przedprątna, nie może więc w tym czasie zapylić się własnym pyłkiem. Pyłek ten przykleja się do brzusznej strony owada i może być przez niego przeniesiony na inny kwiat wyki, w którym słupek jest już dojrzały.